# Jindabyne – Irgendwo in Australien
Jindabyne – Irgendwo in Australien ist ein australisches Filmdrama aus dem Jahr 2006. Regie führte Ray Lawrence, das Drehbuch schrieb Beatrix Christian anhand der Kurzgeschichte So Much Water So Close to Home von Raymond Carver.

## Handlung
Der irischstämmige Tankstellenpächter Stewart Kane lebt mit seiner psychisch labilen Frau Claire und dem kleinen, gemeinsamen Sohn Tom in dem verschlafenen Ort Jindabyne mit 1670 Einwohnern inmitten der kargen Landschaft des australischen Bundesstaates New South Wales. Der frühere, historische Ort musste einem mittlerweile vollzogenem Bauvorhaben zur Energiegewinnung weichen, wurde überflutet und bildet heute einen großflächigen Stausee. Aus Kostengründen wurden seinerzeit die alten Gebäude nicht abgerissen, sondern überschwemmt, während man die Gemeinde auf höheres Terrain umsiedelte.
In dem Ort leidet die schwangere Claire unter harmloser ständiger Übelkeit. Ein ortsansässiger Elektriker geht hingegen seiner regelrechten Mordlust nach und tötet seit Jahren scheinbar grund- und wahllos Frauen, wie die 19-jährige Susan O’Connor.
Als Stewart mit seinen drei Freunden Carl, Rocco und Billy zum alljährlichen Wochenendausflug in eine abgelegene Bergregion eines Nationalparks reist, um dem familiären Alltag zu entfliehen und auszuspannen, entdeckt die Gruppe die Leiche einer jungen Aboriginesfrau im Fluss. Um ihren verdienten Ausflug nicht zu gefährden bzw. ihn zu unterbrechen, entscheidet man sich bequemlichkeitshalber die Polizei nicht umgehend über den Fund zu informieren. Stattdessen setzt man den Ausflug fort und genießt lieber den Angelsport.
Nach ihrer Rückkehr berichten sie den Behörden vom Fund des leblosen Körpers, stoßen aber aufgrund der verspäteten Meldung auf Empörung und Ablehnung. Ihr skandalöses Verhalten erregt öffentliches Interesse, führt zu Kontroversen und legt längst vergessen geglaubte Narben frei und stürzt die Beteiligten in ernsthafte Beziehungskrisen. Die schwangere Claire zeigt sich vom Verhalten Stewarts besonders angewidert, dem sie sich mehr und mehr entfremdet, so dass sie nicht mehr in die eheliche Normalität zurückkehren kann. Sie spielt sogar mit dem Gedanken ihr ungeborenes Kind, von dem Stewart nichts weiß, wegen unüberbrückbarer Differenzen abzutreiben. Rastlos nimmt sie Kontakt zur trauernden Familie der ermordeten Susan auf und sammelt zur Buße Geld für die traditionelle Bestattung der Ermordeten.
In ihrem übersteigerten Eifer für Gerechtigkeit verlässt Claire ihren Ehemann und besucht die Feierlichkeiten anlässlich Susans Feuerbestattung, bei der auch Susans Mörder, der alternde Gregory, anwesend ist. Zu der Trauergemeinde stößt der reumütige Stewart, dessen Beileidsbekundung jedoch vom verbitternden Vater der Toten abgelehnt wird. Dennoch wohnt Stewart der fremdartigen Zeremonie bei. Bei dieser Gelegenheit bittet er seine Gefährtin zu ihm ins gemeinsame Haus zurückzukehren. Wortlos beendet der Regisseur den Film mit einer Szene des Serienmörders, der im australischen Irgendwo auf Lauer nach neuen weiblichen Opfern liegend ein wespenartiges Insekt erschlägt.

## Kritiken
James Berardinelli bezeichnete den Film auf ReelViews als „reif“ und „anspruchsvoll“. Der Film thematisiere nicht nur die „gebrochene“ Familie, die unter einem Mangel an Kommunikation leide, sondern auch die Rassenprobleme zwischen den Aborigines und den weißen Bewohnern des Landes. Der Regisseur mache aus ihm einen Thriller, was das Publikum hineingezogen halte; Lawrence übertreibe jedoch dabei.
Robert Koehler schrieb in der Zeitschrift Variety vom 24. Mai 2006, der Film schöpfe sein Potenzial nicht aus („never obtains the full impact of its potentially powerful inner core“). Er sei schlechter als der frühere Film Lantana des Regisseurs. Die Hauptdarsteller sollten jedoch die Aufmerksamkeit des Publikums sichern. Die Landschaften werden zu einem der Charaktere, was der australischen Filmtradition folge.

## Auszeichnungen
Der Film wurde im Jahr 2006 in neun Kategorien für den Australian Film Institute Award nominiert: Als Bester Film, für Regie, für die Hauptdarstellungen von Gabriel Byrne und Laura Linney, für Deborra-Lee Furness, für das Drehbuch, die Kameraarbeit, die Musik und den Ton. Ray Lawrence, Beatrix Christian, Deborra-Lee Furness und David Williamson gewannen 2006 den Film Critics Circle of Australia Award, für den außerdem Laura Linney, John Howard, der Film als Bester Film und die Filmmusik nominiert wurden. Gabriel Byrne, Laura Linney, Ray Lawrence und David Williamson wurden 2006 für den australischen IF Award nominiert.
Ray Lawrence gewann im Jahr 2006 für die „tief strukturierte und poetische Porträtierung vieler Gesichter Australiens“ den FIPRESCI Prize des Stockholm International Film Festivals; Beatrix Christian gewann für das Drehbuch einen anderen Preis des Festivals. Laura Linney und die Musikkomponisten gewannen 2006 Preise der Semana Internacional de Cine de Valladolid während Ray Lawrence für den Preis Goldene Ähre dieses Festivals nominiert wurde. Ray Lawrence gewann 2007 einen Sonderpreis der Jury des Cognac Festival du Film Policier.

## Hintergründe
Der Film wurde in Jindabyne (New South Wales) gedreht. Er hatte seine Weltpremiere am 23. Mai 2006 auf den Internationalen Filmfestspielen von Cannes. Am 13. September 2006 wurde er auf dem Toronto International Film Festival vorgeführt; außerdem wurde er auf zahlreichen anderen Filmfestivals gezeigt. Der Film startete in den australischen Kinos am 20. Juli 2006 und in den ausgewählten Kinos der USA am 27. April 2007; in den USA spielte er etwa 400.000 US-Dollar ein. Der deutsche Kinostart folgte am 1. November 2007.